# Aleksiej Pietrow (generał)
Aleksiej Mironowicz Pietrow, ros. Алексей Миронович Петров (ur. 23 lutego?/8 marca 1902 w Romadanie, rejon aleksiejewski, zm. 15 maja 1993) – radziecki generał major wojsk inżynieryjnych.

## Życiorys
Od lutego 1920 żołnierz Armii Czerwonej, brał udział w wojnie z Polską. W 1920 wstąpił do Rosyjskiej Komunistycznej Partii (bolszewików). 1920-1924 kształcił się w Wojskowej Inżynieryjnej Szkole Dowódczej w Moskwie. Od 1925 dowódca kompanii. 1929 ukończył politechnikę w Nowoczerkasku z dyplomem inżyniera geodezji, a 1929-1934 studiował w Wojenno-Inżynieryjnej Akademii w Moskwie (w 1938 został jej wykładowcą), następnie został szefem wydziału w sztabie Generalnym Armii Czerwonej. Od 1942 dowódca grupy geodezyjnej.
W latach 1942–1945 walczył z Niemcami na froncie woroneskim i froncie ukraińskim. W 1945 został szefem oddziału w Wojskowym Urzędzie Topograficznym w Sztabie Generalnym Armii Czerwonej. W 1950 ukończył studia w Akademii Wojskowej im. Woroszyłowa w Moskwie. W stopniu pułkownika skierowany do ludowego Wojska Polskiego w grudniu 1950, został szefem Wojskowego Instytutu Topograficznego, od czerwca 1954 generał, w listopadzie 1956 powrócił do ZSRR.
Był żonaty z Niną Wasilijewną Bykadorową, miał córkę i syna.

## Odznaczenia
- Krzyż Oficerski Orderu Odrodzenia Polski (1956)
- Złoty Krzyż Zasługi (1954)
- Brązowy Medal „Siły Zbrojne w Służbie Ojczyzny” (1956)
- Order Lenina (1945)
- Order Czerwonego Sztandaru (dwukrotnie)
- Order Czerwonej Gwiazdy
- Order Wojny Ojczyźnianej I stopnia (dwukrotnie)